# Helmuth Thomas

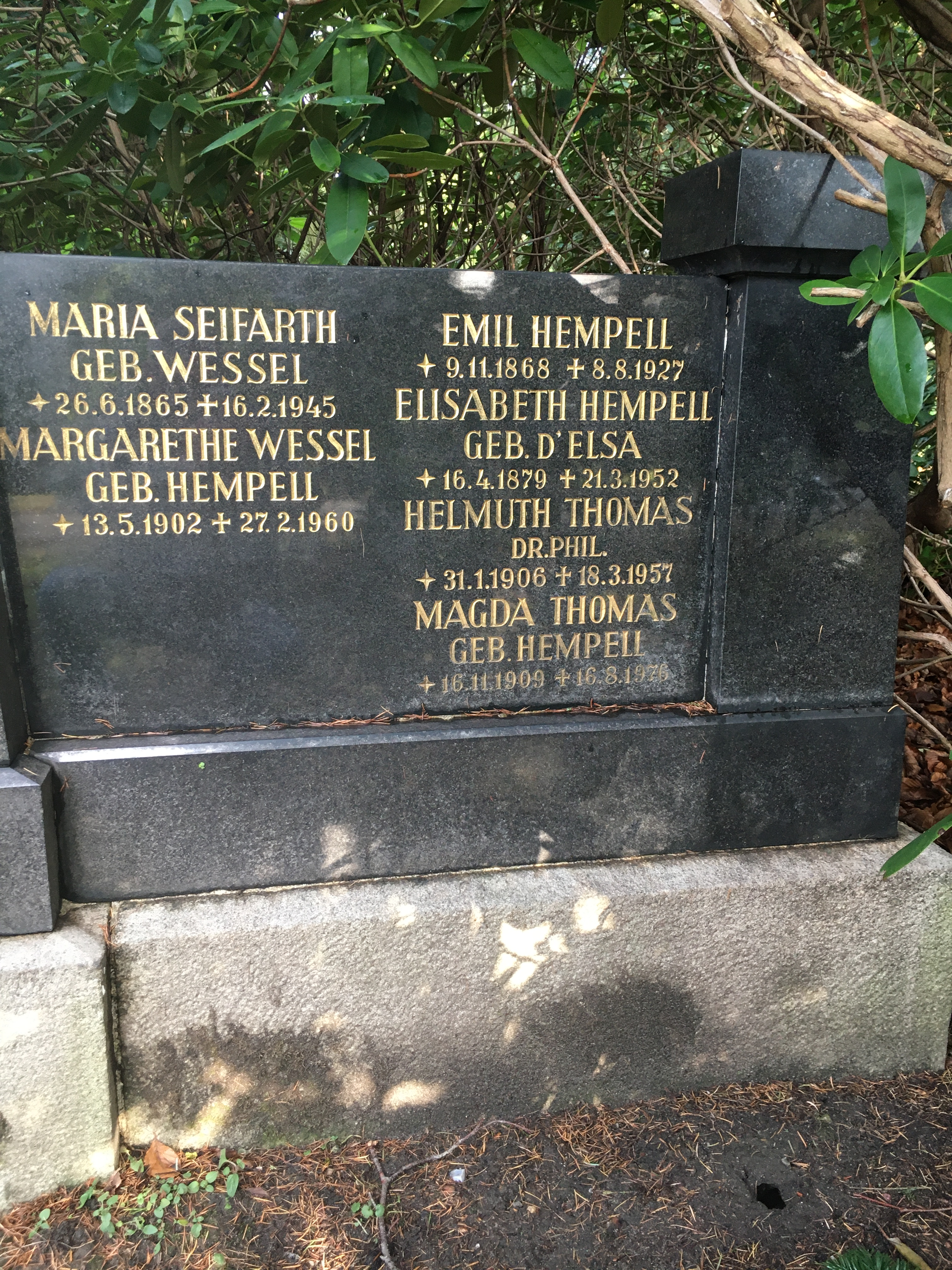
Grabstätte Helmuth Thomas auf dem Friedhof Ohlsdorf

Helmuth Thomas (* 31. Januar 1906 in Rotenburg an der Fulda; † 18. März 1957 in Hamburg) war ein deutscher Germanist.

## Leben und Wirken
Helmuth Thomas lernte bei Gustav Roethe und Arthur Hübner an der Humboldt-Universität zu Berlin. Bereits während des Studiums arbeitete er am Deutschen Wörterbuch mit, für das er bis 1932 zahlreiche Artikel der Bände IV bis XIV mit- oder eigenständig schrieb. 1939 wurde er mit einer Arbeit, die den Spruchdichter Frauenlob behandelte, promoviert. Anschließend arbeitete er an der Königlich-Preußischen Akademie der Wissenschaften.
Nach Ende des Zweiten Weltkriegs folgte Thomas Ulrich Pretzel an das germanistische Seminar der Universität Hamburg. Von November 1945 bis zum 14. September 1954, als er als wissenschaftlicher Rat verbeamtet wurde, arbeitete Thomas als wissenschaftlicher Angestellter. Thomas lehrte hier zu allen historischen Zuständen der deutschen Sprache, insbesondere zur mittelalterlichen Metrik und Strophik. Außerdem beschäftigte er sich weiterhin mit einer Materialsammlung für eine Frauenlob-Ausgabe. Erst weit nach Thomas’ Tod erschien 1981 auf der Basis dieser Vorarbeiten die heute maßgebliche Ausgabe der Dichtungen Frauenlobs, herausgegeben von Karl Stackmann und Karl Bertau. Ein weiteres nennenswertes Ergebnis seiner Forschungstätigkeiten ist in Pretzels Beitrag Deutsche Verskunst von 1957 für das Sammelwerk Deutsche Philologie im Aufriß zu finden. Helmuth Thomas behandelte darin die altdeutsche Strophik.
Helmuth Thomas wurde auf dem Hamburger Friedhof Ohlsdorf in der Familiengrabstätte Hempell beigesetzt. Sie befindet sich im Planquadrat P 9/P 10 oberhalb des Cordes-Brunnens. 

## Werke
- Untersuchungen zur Überlieferung der Spruchdichtung Frauenlobs. (= Palaestra – Untersuchungen und Texte aus der deutschen und englischen Philologie. ZDB-ID 504375-X. 217). Akad. Verl.-Ges., Leipzig 1939 (Zugl.: Berlin, Univ., Diss., 1939). Reprint: Johnson, New York/London 1970, DNB 831220643.